# فتح‌آباد (فردوس)
روستای فتح‌آباد، روستایی است در دهستان باغستان از توابع بخش اسلامیه شهرستان فردوس.
این روستا، بر اساس سرشماری سال ۱۳۹۵، ۴۰۱ نفر جمعیت داشته که نسبت به سرشماری ۱۰ سال قبل (۴۳۸ نفر در سال ۱۳۸۵)، سالانه حدود ۰٫۹ درصد کاهش داشته‌است.
فتح‌آباد بالاترین میزان بارندگی را در بین ایستگاه‌های هواشناسی استان خراسان جنوبی داراست.

## موقعیت
این روستا در فاصله ۲۳ کیلومتری شمال شرقی شهر فردوس واقع شده‌است و مردمش به گویش تونی سخن می‌گویند.
این روستا با آب و هوایی کوهستانی در دل کویر گردشگران زیادی جذب می‌کند. این روستا دارای دو کارخانهٔ صنعت کمپوست و کارخانه تولید قارچ هدیه کوهستان است .

## آثار تاریخی
مسجد جامع فتح‌آباد